# The End (piosenka The Doors)
The End – utwór amerykańskiej grupy The Doors, wydany na ich debiutanckim albumie The Doors w 1967 roku. Jest to jedna z najbardziej znanych (obok „Light My Fire” czy „Riders on the Storm”) piosenek zespołu. Autorem tekstu był wokalista grupy, Jim Morrison. Prawdopodobnie pisząc go wzorował się na doświadczeniach z własnej przeszłości.
Piosenka pierwotnie była prostą balladą o miłości. Jej tekst opowiadał o rozstaniu Jima ze swoją dziewczyną Mary Werbelow, jednak tematyka zmieniła się podczas jednego z występów The Doors w klubie Whisky a Go Go w Los Angeles. Morrison nie stawił się na pierwszy wieczorny występ, więc zespół wystąpił z Manzarkiem, klawiszowcem, w roli wokalisty, po czym w przerwie między koncertami udali się do mieszkania Morrisona, gdzie znaleźli go całkowicie odurzonego narkotykami. Udało się im go jednak doprowadzić go do klubu i następny występ dali już jako kwartet. Kiedy grali „The End”, Morrison zamiast zakończyć utwór ciągnął go dalej, dodając nowe, zaimprowizowane zwrotki. Po tym zdarzeniu właściciel klubu wyłączył prąd i zerwał kontrakt z zespołem.
Wkrótce potem do zespołu zgłosili się jednak Jac Holzman z Elektra Records i producent Paul Rothchild, proponując im nagranie albumu. Znalazł się na nim również „The End”.
Utwór został nagrany za drugim podejściem bez overdubbingu. Ostatni raz zespół zagrał piosenkę 12 grudnia 1970 w klubie Warehouse w Nowym Orleanie.
W 2003 roku piosenka znalazła się na 336 miejscu listy 500 utworów wszech czasów magazynu Rolling Stone. Z kolei Guitar World umieścił solo gitarowe na 93 miejscu listy 100 najlepszych solówek wszech czasów.

## Wersje koncertowe
- marzec 1967 – wydany na Live at the Matrix w 2008 roku (13:54)[8]
- 5 lipca 1968 – Hollywood Bowl wydany na albumie In Concert w 1991 roku (15:42)[9]
- 17 stycznia 1970 – Nowy Jork, wydany w boksie The Doors: Box Set w 1997 roku (17:46)[10]
- 8 maja 1970 – Cobo Arena, Detroit, wydany na Live in Detroit w 2000 roku (17:35)[11]
- 6 czerwca 1970 – Pacific Coliseum, Vancouver, Kolumbia Brytyjska, Kanada, wydany na Live in Vancouver 1970 w 2010 roku (17:58)[12]

## Wykonawcy

### The Doors
- Jim Morrison – wokal
- Ray Manzarek – organy (Vox Continental), pianino (Rhodes), keyboard
- Robby Krieger – gitara (Gibson SG)
- John Densmore – perkusja, tamburyno